# Back 4 Blood
Back 4 Blood est un jeu vidéo de tir à la première personne développé par Turtle Rock Studios et édité par Warner Bros. Interactive Entertainment, sorti le 12 octobre 2021 sur Xbox One, Xbox Series, PlayStation 4, PlayStation 5 et Microsoft Windows. Turtle Rock a annoncé le jeu en mars 2019. Bien qu'inspiré par Left 4 Dead et Left 4 Dead 2 et développé par le même studio, Back 4 Blood est une nouvelle propriété intellectuelle. Les joueurs y travaillent toujours en coopération pour lutter contre une apocalypse zombie dans un gameplay de style arcade. Le jeu possède également un mode joueur contre joueur.

## Synopsis
Le jeu se déroule après une épidémie mondiale causée par un parasite nouvellement découvert (dont il est fortement suggéré qu’il est d’origine extraterrestre). La plupart de l’humanité a été infectée et transformée en « Ridden », laissant les joueurs dans un monde post-apocalyptique. Dans ce monde, un groupe de vétérans appelé les « Nettoyeurs ».

## Système de jeu
Le gameplay de Back 4 Blood est largement similaire a celui de Left 4 Dead et Left 4 Dead 2. Tous trois sont des jeux coopératifs de 4 à 8 joueurs en mode PvP, l'accent étant mis sur le multijoueur et la re jouabilité. Les cartes constituent une nouveauté de gameplay de Back 4 Blood. Au début de chaque niveau, les joueurs doivent construire leur deck avec des cartes qui ajustent divers éléments du gameplay, comme la modification de la santé, des dégâts et de l’endurance du joueur. En plus des cartes de joueur, l’IA utilisera également des cartes de corruption contre le joueur pour entraver sa progression. L’IA peut faire apparaitre des ennemis supplémentaires, activer un effet de brouillard et augmenter la taille de la horde. Les critiques jugent par ailleurs la difficulté comme trop grande ou trop facile sans entre-deux dans le choix de la difficulté.[réf. nécessaire]

## Développement
Back 4 Blood est développé par Turtle Rock Studios, qui étaient les créateurs du premier jeu Left 4 Dead. Selon l’équipe de développement, le jeu présente une histoire plus étendue que celle des jeux Left 4 Dead, et adopte un ton plus optimiste que les autres jeux de zombies du marché. Phil Robb, directeur de la création du jeu, a ajouté que les nettoyeurs sont plus sûrs d’eux et plus compétents, contrairement aux hommes ordinaires de Left 4 Dead. Il a ajouté que les joueurs ne se contentent pas de survivre et de trouver des endroits sûrs, Ils combattent les zombies pour créer des espaces sûrs. Cela se reflète dans le dialogue entre les nettoyeurs, qui n’ont plus l’air d’avoir peur de leurs ennemis. L’équipe a inclus les systèmes de cartes dans le jeu parce qu’elle pensait que cela pouvait maintenir le jeu dynamique et stimulant pour les joueurs expérimentés, bien que Turtle Rock ait également ajouté un mode classique, une expérience plus accessible qui supprime toutes les cartes, pour les nouveaux joueurs.
Le jeu a été officiellement annoncé en mars 2019 par Turtle Rock et l’éditeur Warner Bros. Interactive Entertainment. Le jeu a été officiellement dévoilé lors des The Game Awards 2020, et l'alpha fermé est sorti le 17 décembre 2020. Initialement prévu pour le 22 juin 2021, le jeu a été reporté au 12 octobre 2021 pour Windows, PlayStation 4, PlayStation 5, Xbox One et Xbox Series X et Series S. Une bêta ouverte a été lancée à la mi-août 2021. La première phase a commencé par un accès anticipé du 5 au 9 août pour les joueurs ayant précommandé le jeu. La deuxième phase a commencé et était disponible pour tous les joueurs du 12 au 16 août.